# Mordella insulata
Mordella insulata är en skalbaggsart som beskrevs av Leconte 1859. Mordella insulata ingår i släktet Mordella och familjen tornbaggar. Inga underarter finns listade i Catalogue of Life.